# Richard Paulick (Politiker)
Richard Paulick (* 14. April 1876 in Charlottenburg; † 12. Februar 1952 in Dessau) war ein deutscher Politiker (SPD).

## Leben und Beruf
Paulick arbeitete zunächst als Porzellandreher an der Königlichen Porzellanmanufaktur in Berlin, zog dann nach Roßlau und widmete sich dort dem Aufbau der Porzellanfabrik H. Schomburg & Söhne. Er war gewerkschaftlich organisiert und von Februar 1905 bis November 1918 als Redakteur für das Volksblatt für Anhalt in Dessau tätig. Sein Sohn war der spätere Architekt Richard Paulick (1903–1979).

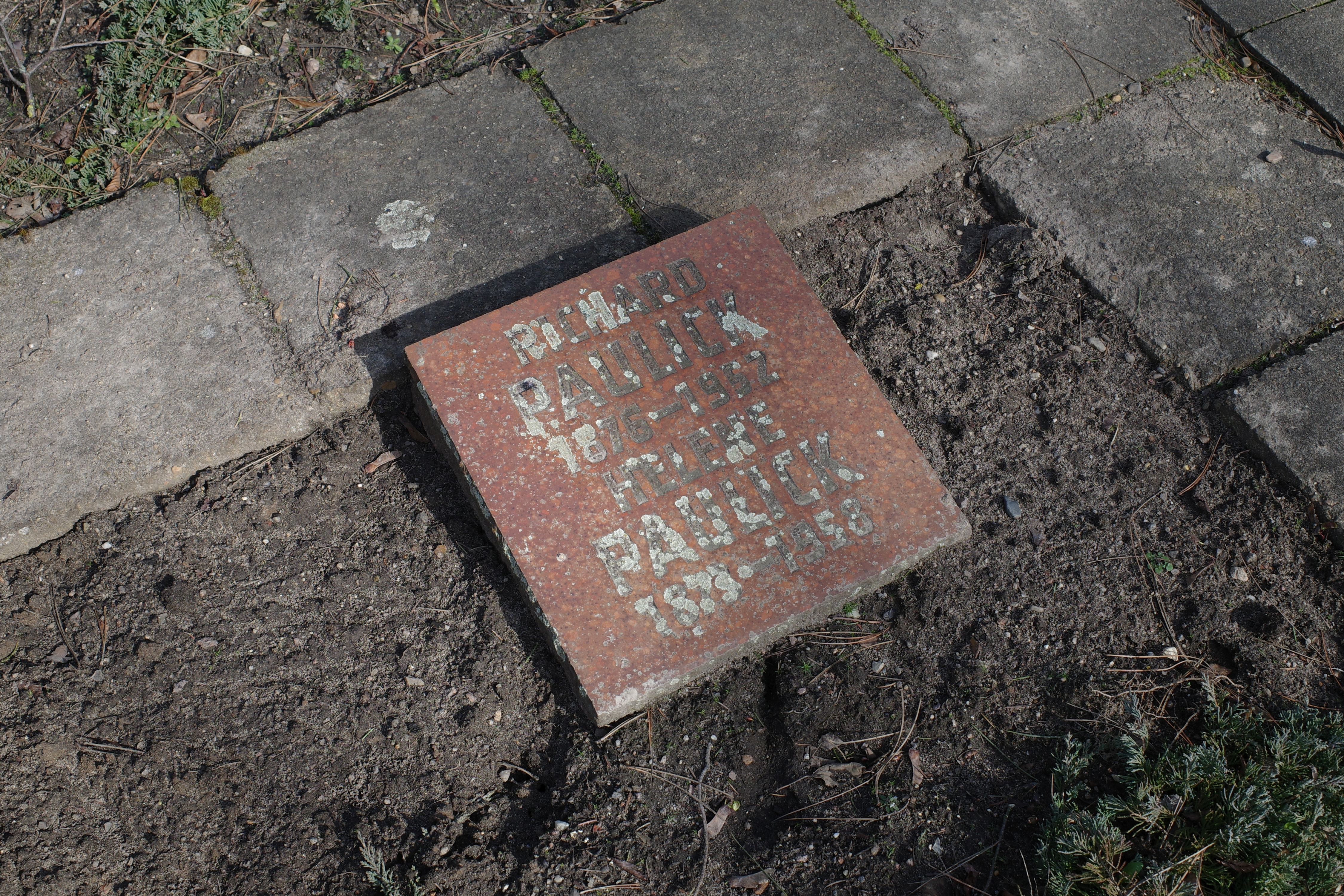
Ruhestätte in Dessau

## Politik
Paulick war bis zum Jahr 1905 Stadtverordneter und Vorsitzender der Sozialdemokratischen Partei Deutschlands (SPD) in Roßlau. In den Jahren 1912 bis 1919 war er Stadtverordneter in Dessau. Von November 1918 bis Oktober 1922 amtierte er unter den Ministerpräsidenten Wolfgang Heine und Heinrich Deist als Staatsrat des Freistaates Anhalt. Dem Anhaltischen Landtag gehörte er von 1918 bis 1919, 1920 kurzzeitig und von 1924 bis 1933 an, von 1928 bis 1932 als Präsident des Landtages. Außerdem war er in den Jahren 1919 bis 1933 besoldeter Stadtrat in Dessau.